# Višnjevec
Višnjevec – wieś w Chorwacji, w żupanii krapińsko-zagorskiej, w mieście Pregrada. W 2011 roku liczyła 174 mieszkańców.